# Pribylina
Pribylina (maďarsky Pribilina) je obec na Slovensku v okrese Liptovský Mikuláš. Nachází se jižně od Západních Tater ve východní části Podtatranské kotliny. Leží sedmnácti kilometrů východně od Liptovského Mikuláše. Žije v ní přibližně 1 300 obyvatel.

## Historie
První písemná zmínka o vesnici pochází z roku 1286, tehdy ještě nesla název Perbenye. Až do roku 1848 byla majetkem rodu Pongráczovců.

## Přírodní poměry
Do správního území obce zasahují části Tatranského národního parku a národní přírodní rezervace Tichá dolina.

## Pamětihodnosti
- Muzeum liptovské dědiny
- Evangelický kostel v novorománském slohu z roku 1902 od architekta Milana Michala Harminca, postaven na místě dřevěného evangelického kostela z roku 1806
- Římskokatolický kostel svaté Kateřiny, postavený roku 1910 v neobarokním slohu, postavený na místě dřevěné kaple svaté Kateřiny z roku 1610
- Baptistický kostel (modlitebna) z roku 1914
- Muzeum liptovské dědiny

Obec je výchozím turistickým bodem po Západních Tatrách na vrchy Baranec a Bystrá a do Račkovej a Jamnickej doliny. Z Podbanského v sousedství se začínají výstupy na Kriváň. Řeka Belá poskytuje možnost raftingu a vodáctví.